# Terasament

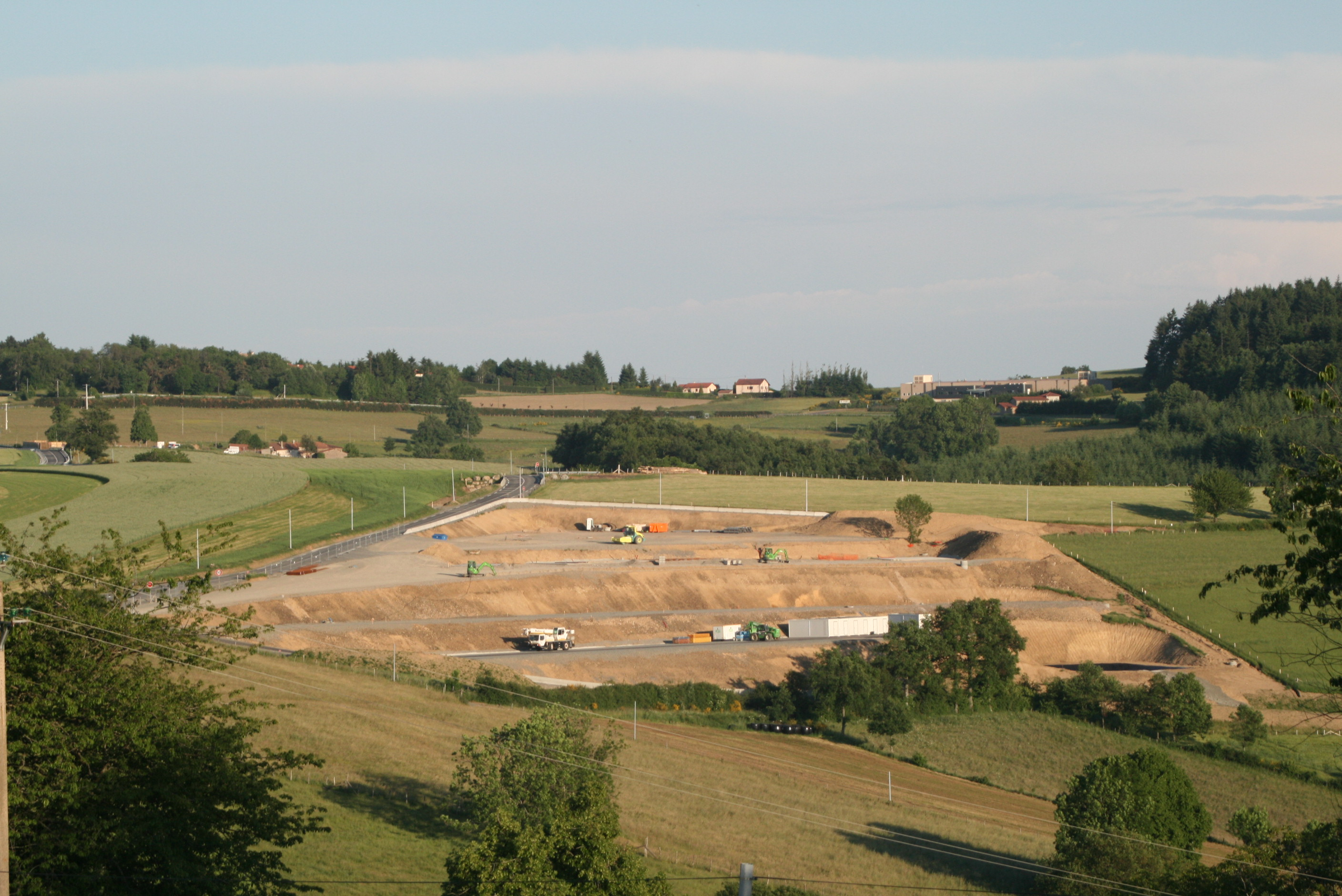
Terasamente

Terasamentele sunt lucrări din pământ realizate prin săpătură, transport și umplutură. Săpătura este cunoscută sub numele de debleu, iar umplutura sub numele de rambleu. Terasamentele se folosesc la execuția infrastructurilor construcțiilor, la diguri, canale, drumuri, căi ferate, la lucrări de nivelare și modelare a terenurilor agricole.

## Legături externe
- „Terasament” la DEX online